# Walter Wallberg
Walter Waldemar Wallberg (* 24. března 2000, Bollnäs) je švédský akrobatický lyžař. Na olympijských hrách v Pekingu roku 2022 vyhrál závod v jízdě v boulích. Je juniorským mistrem světa z paralelního závodu z roku 2018. Ve světovém poháru závodí od roku 2015, dvanáctkrát stál na stupních vítězů. Je též čtyřnásobným mistrem Švédska, dvakrát v klasických boulích (2018, 2019), dvakrát v paralelních (2017, 2018).